# Lonicera stephanocarpa
Lonicera stephanocarpa är en kaprifolväxtart som beskrevs av Adrien René Franchet. Lonicera stephanocarpa ingår i släktet tryar, och familjen kaprifolväxter. Inga underarter finns listade i Catalogue of Life.